# Épisodes d'Aux portes du cauchemar
Cet article présente le guide des épisodes de la série télévisée américaine Aux portes du cauchemar (The Nightmare Room).

## Synopsis
Chaque épisode met en scène un adolescent confronté à un phénomène surnaturel plongé dans un monde où les pires cauchemars deviennent réalité.
Un garçon qui attire le mauvais sort, une poupée maléfique qui prend vie et harcèle son propriétaire, des mensonges qui deviennent réalité, des jeux qui tournent mal…

### Accroche d'ouverture
Avant le début de chaque épisode, pendant le générique qui montre un enfant faisant des cauchemars, James Avery interprète le rôle de R. L. Stine (auteur des livres dont la série est inspirée ; voix traduite en français par Pascal Renwick) prononce ces paroles : 

« Quand les lumières s'estompent, le monde réel glisse dans l'ombre... Votre chambre douillette devient le théâtre des frissons, vos peurs les plus profondes deviennent réalités... vous êtes dans un manège infernal, impossible de descendre en marche, ça tourne vite, de plus en plus vite, jusqu'à ce que le monde réel soit totalement flou. Je m'appelle R.L. Stine et je vous préviens : ne vous endormez pas... où vous serez piégés à tout jamais... aux portes du cauchemar »

## Distribution
Épisode 1
- Amanda Bynes (VF : Sylvie Jacob) : Danielle Warner
- Romy Windsor (VF : Hélène Otternaud) : Mme Warner
- Jim Meskimen (VF : Jacques Bouanich) : Rick Warner
- Daniel Hansen (VF : Jackie Berger) : Peter Warner
- J. Evan Bonifant (VF : Pascal Grull) : Chris
- David Stifel (VF : Pascal Casanova) : l'Étranger
- Jennifer Griffin (VF : Ève Lorach) : Constance
- Ivy Malone (VF : Valérie Siclay) : Justine, la petite fille

Épisode 2
- Shia LaBeouf (VF : Donald Reignoux) : Dylan Pierce
- Marcus T. Paulk (VF : Pascal Grull) : Ryan
- Tania Raymonde (VF : Noémie Orphelin) : Beth
- Betsy Randle (VF : Danièle Douet) : Mme Pierce
- Cole et Dylan Sprouse (VF : Jackie Berger) : Buddy
- James Tumminia : M. Wyse
- Brian Jacobs (VF : Maurice Decoster) : le magicien
- Dakota Floeter (VF : Natacha Gerritsen) : Dylan, jeune

Épisode 3
- Jeremy Ray Valdez (VF : Christophe Lemoine) : Spencer
- Cara DeLizia (VF : Marine Boiron) : Vanessa
- Jermaine Williams (VF : Fabrice Josso) : Charlie
- Robert Englund (VF : Bernard Alane) : M. Bell
- Timothy Lee DePriest : Jason, l'esprit qui possède Vanessa
- Christopher Jones : Todd, le deuxième esprit
- Aaron Shepherd : le troisième esprit

Épisode 4
- Justin Berfield (VF : Donald Reignoux) : Josh Ryan
- David Naughton (VF : Hervé Jolly) : M. Ryan, le père de Josh
- David Carradine (VF : Marc de Georgi) : M. Farber
- Steve Borden (VF : Constantin Pappas) : Steve « Sting » Borden
- Conni Marie Brazelton (VF : Sylvie Feit) : Mme Hornbeck
- Erik Aude (VF : David Krüger) : Frank
- Briana Cuoco (VF : Chantal Macé) : Nikki
- Mitchah Williams (VF : Alexis Tomassian) : Adam
- Chachi Pittman (VF : Tanguy Goasdoué) : Patrick Keegan
- Ron Fassler (VF : Constantin Pappas) : Josh Ryan adulte, le prof de Castello
- Michael Lawrence Morgan (VF : Ludovic Baugin) : Castello
- (VF : Valéry Schatz) : voix du clown cambrioleur

Épisode 5
- Lindsay Felton (VF : Sylvie Jacob) : April Thomas
- Roger Lodge : Don Marks
- Tippi Hedren (VF : Perette Pradier) : la sorcière / Tippi Hedren
- Kuigi Amodeo : Ricardo
- Ty Hodges : Anthony
- Lauren Petty (VF : Vanina Pradier) : Pam
- Huntley Ritter : Marlin
- Lena Cardwell (VF : Annabelle Roux) : Kristen

Épisodes 6 et 7
- Keiko Agena (VF : Yumi Fujimori) : Janet Bingnam
- Michael Galeota (en) (VF : Adrien Antoine) : Todd Rossi
- George O. Gore II (VF : Christophe Lemoine) : Frederick « Freddy » Goal
- Jeffrey Licon (en) (VF : Janiek Blanc) : Dexter « Dex » Mancuso
- Madeline Zima (VF : Magali Barney) : Alexis Hall
- James Karen (VF : Jacques Richard) : Tobias Langley (épisode 6 seulement)
- Jenny Gago (VF : Marie-Christine Robert) : Mme Hanover (épisode 6 seulement)
- Todd Tucker (VF : Nicolas Djermag) : le coach (épisode 6 seulement)
- Floyd Levine (VF : Pascal Casanova) : le livreur (épisode 7 seulement)

Épisode 8
- Josh Zuckerman (VF : Hervé Rey) : Jeremy Clark
- Lynsey Bartilson (VF : Marie-Eugénie Maréchal) : Cindy Harris
- John C. McGinley (VF : Maurice Decoster) : Dr Young
- Scott Gerbacia (VF : Christophe Lemoine) : Mike
- Charles Noland (VF : Pierre Dourlens) : le principal Hunt
- Debbie McLeod (VF : Jackie Berger) : Mme Harris
- Joyce Guy (VF : Danièle Douet) : le professeur qui envoie Jeremy chez le proviseur
- Lisa Marie Russell (VF : Natacha Gerritsen) : la secrétaire
- David Rogers (VF : Pascal Grull) : un lycéen à la fête
- Holly Marie Combs : la jeune femme (non créditée)

Épisode 9
- Brandon Gilberstadt (VF : Paul Nivet) : Luke Greene
- E. J. De la Pena : Jeff
- Mary Stein : Mme Falca
- Angus Scrimm (VF : Michel Barbey) : le Maître du destin
- Boris Cabrera : Gomez
- Shanie Calahan (VF : Edwige Lemoine) : Laura
- Ken Foree : le coach

Épisode 10
- Drake Bell (VF : Vincent Barazzoni) : Alex
- Kerrie Keane (VF : Marie-Christine Robert) : Mme Sanders
- A. J. Trauth (VF : Sébastien Desjours) : Shawn
- Brenda Song (VF : Karine Foviau) : Tessa
- Sam Lloyd (VF : Michel Clainchy) : M. Murphy
- Percy Daggs III (VF : Nicolas Djermag) : Bettor

Épisode 11
- Marco Gould (VF : Alexis Tomassian) : Morgan Gray
- Josh Jacobson (VF : Ludovic Baugin) : Justin
- Shan Elliot (VF : Tanguy Goasdoué) : Jason Sellman
- Kaley Cuoco (VF : Laura Préjean) : Kristin Ferris
- Pamela Gordon (VF : Sylvie Feit) : Madame Zora
- Katie Fountain (VF : Anne Mathot) : Wendy Sloan
- Amanda Barfield (VF : Anne Mathot) : l'amie de Kristin
- André Carthen (VF : Constantin Pappas) : le coach
- Audrey Wasilewski (VF : Emmanuèle Bondeville) : l'infirmière
- Penn Badgley : l'étudiant (non crédité)
- Beth Broderick (VF : Sylvie Feit) : la véritable Madame Zora (non créditée)
- Melody A. Johnson (VF : Anne Mathot) : Brit (non créditée)

Épisodes 12 et 13
- Kyle Gibson (VF : Mathias Kozlowski) : Dave Miller
- Sam Jones III (VF : Fabrice Trojani) : Russell Buckins
- Allison Mack (VF : Edwige Lemoine) : Charlotte Scott
- Kathy Wagner (VF : Marie-Eugénie Maréchal) : Erin Janzen
- Joe Pichler (VF : Céline Ronté) : Gary
- Dan Byrd (VF : Natacha Gerritsen) : Drew
- Brandon Quinn (VF : Emmanuel Garijo) : Ramos
- Jake Burbage (VF : Jackie Berger) : l'enfant
- Shelly MacLachlan (VF : Anne Mathot) : la campeuse blonde
- Kevin Meaney (VF : Vincent Grass) : oncle Brian (épisode 13 seulement)
- Brian Gaskill (VF : Valéry Schatz) : Will (épisode 13 seulement)
- Frankie Muniz (VF : Donald Reignoux) : le fan de basketball (épisode 13 seulement)

- Version française
  - Société de doublage : Dubbing Brothers[1]
  - Direction artistique : Valérie Siclay[2]
  - Adaptation des dialogues : Nathalie Xerri, Hélène Boardel et Ghislaine Gozea[2]

 Source et légende : version française (VF) sur RS Doublage et selon le carton du doublage français télévisuel.

## Liste des épisodes

### Épisode 1:Ne m'oubliez pas!
- États-Unis : 31 août 2001 sur Kids' WB
- France : sur France 2

- Amanda Bynes (Danielle Warner)

- Cet épisode est l'adaptation du roman Ne m'oubliez pas ! de la collection de livres Aux portes du cauchemar.
- L'épisode se termine avec cette conclusion orale de R. L. Stine, l'auteur de la série de romans : « Une maison qui n'a apparemment rien de spécial, avec des chambres, une cuisine, et un sous-sol, mais avec des fissures et celle-ci est plus profonde que les autres. Elle abrite l'esprit des enfants qui se sont perdus à jamais... aux portes du cauchemar ».

### Épisode 2:Un ami pour la vie
- États-Unis : 31 août 2001 sur Kids' WB
- France : 23 novembre 2002 sur France 2

- Shia LaBeouf (Dylan Pierce)
- Tania Raymonde (Beth)
- Cole et Dylan Sprouse (Buddy)

- L'épisode se termine avec cette conclusion orale de R. L. Stine, l'auteur de la série de romans : « L'enfance peut être une période magique, quand les vœux d'anniversaire se réalisent vraiment. Mais tôt ou tard nous grandissons et laissons nos jouets de côté. C'est ce que Dylan Pierce a essayé de faire, si seulement il les avaient entreposés ailleurs... qu'aux portes du cauchemar ».
- Buddy est joué alternativement par les frères jumeaux Cole et Dylan Sprouse.

### Épisode 3:Esprit, es-tu là?
- États-Unis : 29 septembre 2001 sur Kids' WB
- France : 16 novembre 2002 sur France 2

- Cet épisode est l'adaptation du roman Esprit, es-tu là ? de la collection de livres Aux portes du cauchemar.
- L'épisode se termine avec cette conclusion orale de R. L. Stine, l'auteur de la série de romans : « La curiosité est un vilain défaut. À trop vouloir ouvrir le passage vers l'inconnu, on oublie qu'il peut y avoir quelque chose de l'autre côté ; une force maléfique qui essaye de vous entrainer vers un monde de ténèbres et d'angoisses... aux portes du cauchemar ».

### Épisode 4:Tel est pris qui croyait prendre
- États-Unis : 6 octobre 2001 sur Kids' WB
- France : 9 novembre 2002 sur France 2

- Justin Berfield (Josh Ryan)
- Steve Borden (son propre rôle)

- L'épisode se termine avec cette conclusion orale de R. L. Stine, l'auteur de la série de romans : « Josh Ryan porte encore la cicatrice des mensonges qu'il a raconté toute son enfance. Il lui arrive encore de mentir, mais uniquement dans le but de guérir à son tour les jeunes menteurs, car il n'oubliera jamais la leçon qu'il a apprise... aux portes du cauchemar ».

### Épisode 5:La Vie en jeu
- États-Unis : 13 octobre 2001 sur Kids' WB
- France : 19 octobre 2002 sur France 2

- Tippi Hedren : La sorcière

- Le roman adapté pour cet épisode fait partie d'une collection de trois livres intitulée The Nightmare Room Thrillogy et qui n'a pas été traduite en français.
- L'épisode se termine avec cette conclusion orale de R. L. Stine, l'auteur de la série de romans : « Il est parfois difficile de dire ce qui est réel et ce qui ne l'est pas. Mais en règle générale, tout est réel... aux portes du cauchemar ».
- Il s'agit du premier épisode diffusé en France.

### Épisode 6:Le Fantôme de l'école
- États-Unis : 20 octobre 2001 sur Kids' WB
- France : 21 décembre 2002 sur France 2

- James Karen : Tobias Langley
- Keiko Agena : Janet Bingnam
- Michael Galeota (en) : Todd Rossi
- George O. Gore II : Frederick Goal
- Madeline Zima : Alexis Hall

- L'épisode se termine avec cette conclusion orale de R. L. Stine, l'auteur de la série de romans : « L'école est un lieu d'apprentissage, mais certaines leçons sont plus dures que d'autres. Ces cinq élèves ont découvert que vos erreurs pouvaient revenir vous hanter, particulièrement si votre cours se tient... aux portes du cauchemar ».

### Épisode 7:Pleine Lune sur Halloween
- États-Unis : 27 octobre 2001 sur Kids' WB
- France : 31 octobre 2002 sur France 2

- Keiko Agena : Janet Bingnam
- Michael Galeota (en) : Todd Rossi
- George O. Gore II : Frederick Goal
- Madeline Zima : Alexis Hall

- Cet épisode est l'adaptation du roman La Nuit des loups-garous de la collection de livres Aux portes du cauchemar. Le titre français est donc différent de celui de l'épisode.
- L'épisode se termine avec cette conclusion orale de R. L. Stine, l'auteur de la série de romans : « Halloween n'est pas seulement la fête où des enfants déguisés viennent chercher des bonbons. Parfois, des choses plus inquiétantes se cachent derrière la lune, et Freddie Goal l'a appris à ses dépens quand il a crié au loup... aux portes du cauchemar ».

### Épisode 8:Double Vue
- États-Unis : 1er décembre 2001 sur Kids' WB
- France : sur France 2

- Josh Zuckerman (Jeremy Clark)
- John C. McGinley (Dr Young)

- L'épisode se termine avec cette conclusion orale de R. L. Stine, l'auteur de la série de romans : « Un conseil à ceux qui portent des lunettes : regardez donc de plus près les gens qui vous entourent, ils ne sont pas forcément ceux qu'ils prétendent être. Jeremy Clark a compris la leçon, mais trop tard... aux portes du cauchemar ».
- Le scénario de cet épisode est assez similaire à celui du film américain de science-fiction Invasion Los Angeles (They Live) réalisé par John Carpenter et sorti en 1988.

### Épisode 9:Vestiaireno13
- États-Unis : 8 décembre 2001 sur Kids' WB
- France : 2 novembre 2002 sur France 2

- Cet épisode est l'adaptation du roman Vestiaire no 13 de la collection de livres Aux portes du cauchemar.
- L'épisode se termine avec cette conclusion orale de R. L. Stine, l'auteur de la série de romans : « Luke Grim se fiait à ses superstitions pour contrôler sa vie, mais le destin a sa vie propre. Mieux vaut prendre ton destin en main, et laisser tes grigris... aux portes du cauchemar ».

### Épisode 10:Quand l'avenir est écrit
- États-Unis : 2 février 2002 sur Kids' WB
- France : 14 décembre 2002 sur France 2

- Drake Bell : Alex
- Brenda Song : Tessa

- Cet épisode est l'adaptation du roman Quand l'avenir est écrit de la collection de livres Aux portes du cauchemar.
- L'épisode se termine avec cette conclusion orale de R. L. Stine, l'auteur de la série de romans : « Pauvre Alex, c'est facile pour le journal de dire son avenir, puisqu'il n'a pas d'avenir. Voyez-vous, Alex est pris dans une spirale infernale, il vit et revit à l'infini les mêmes pages de son histoire, comme s'il était un résident permanent... des portes du cauchemar ».

### Épisode 11:Le Mauvais Œil
- États-Unis : 23 février 2002 sur Kids' WB
- France : sur France 2

- Kaley Cuoco : Kristin Ferris

- Cet épisode est l'adaptation du roman Le Mal est en moi de la collection de livres Aux portes du cauchemar. Le titre français est donc différent de celui de l'épisode.
- L'épisode se termine avec cette conclusion orale de R. L. Stine, l'auteur de la série de romans : « Chacun possède un petit démon au fond de soi. Pauvre Morgan, le sien grattait, grattait pour pouvoir sortir, et quand il y arrivait, Morgan se retrouvait piégé... aux portes du cauchemar ».

### Épisode 12:La Colonie fantôme, première partie
- États-Unis : 9 mars 2002 sur Kids' WB
- France : 28 décembre 2002 sur France 2

- Allison Mack (Charlotte Scott)
- Sam Jones III (Russell Buckins)
- Brandon Quinn (Ramos)

- Cet épisode est l'adaptation du roman La Colonie fantôme de la collection de livres Aux portes du cauchemar.

### Épisode 13:La Colonie fantôme, deuxième partie
- États-Unis : 16 mars 2002 sur Kids' WB
- France : 4 janvier 2003 sur France 2

- Allison Mack (Charlotte Scott)
- Sam Jones III (Russell Buckins)
- Brandon Quinn (Ramos)
- Frankie Muniz (le fan de baseball)

- Cet épisode est la suite de l'épisode précédent.
- Cet épisode est l'adaptation du roman La Colonie fantôme de la collection de livres Aux portes du cauchemar.
- L'épisode se termine avec cette conclusion orale de R. L. Stine, l'auteur de la série de romans : « Tous les camps de vacances sont riches d'histoires qui se racontent autour du feu, de récits à vous faire frissonner par les plus chaudes nuits d'été. Autant d'histoires auxquelles on ne croit pas, à moins que le feu de camp ne se tienne... aux portes du cauchemar ».